# Kawit
Kawit è una municipalità di seconda classe delle Filippine, situata nella Provincia di Cavite, nella Regione di Calabarzon.
Kawit è formata da 23 baranggay:
- Balsahan-Bisita
- Batong Dalig
- Binakayan-Aplaya
- Binakayan-Kanluran
- Congbalay-Legaspi
- Gahak
- Kaingen
- Magdalo (Putol)
- Manggahan-Lawin
- Marulas
- Panamitan
- Poblacion

- Pulvorista
- Samala-Marquez
- San Sebastian
- Santa Isabel
- Tabon I
- Tabon II
- Tabon III
- Toclong
- Tramo-Bantayan
- Wakas I
- Wakas II